# Belleray
Belleray est une commune française située dans le département de la Meuse, en région Grand Est.
Ses habitants sont appelés les Bellerois.

## Géographie
Belleray est un petit village traversé par la Meuse, et situé à 3 km de Verdun. Le village s'étend sur une cinquantaine d'hectares, donc 5 hectares de forêts. L’agglomération est traversé dans sa partie Est par la Meuse, un fleuve dont les crues annuelles envahissent régulièrement les jardins et les rues qui le bordent.
| Verdun          | Belrupt-en-Verdunois | Belrupt-en-Verdunois |
| Dugny-sur-Meuse | Belleray             | Haudainville         |
| Dugny-sur-Meuse | Haudainville         | Haudainville         |

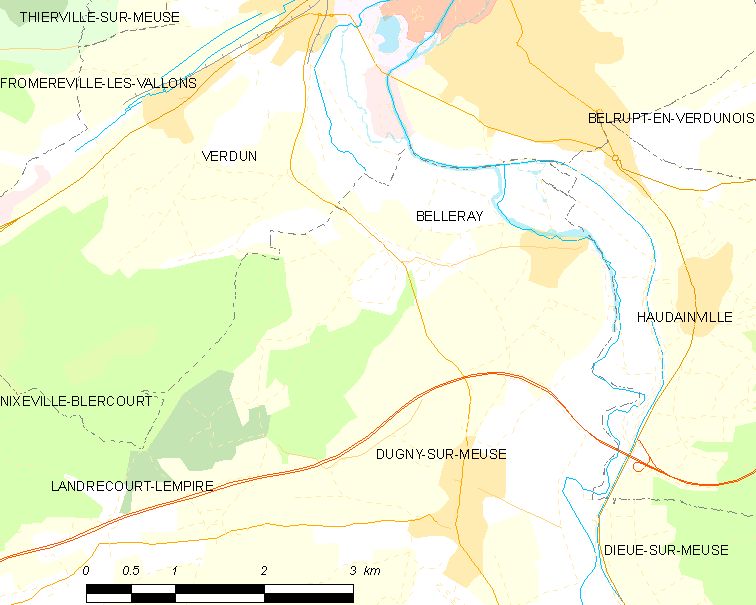
Carte de la commune.
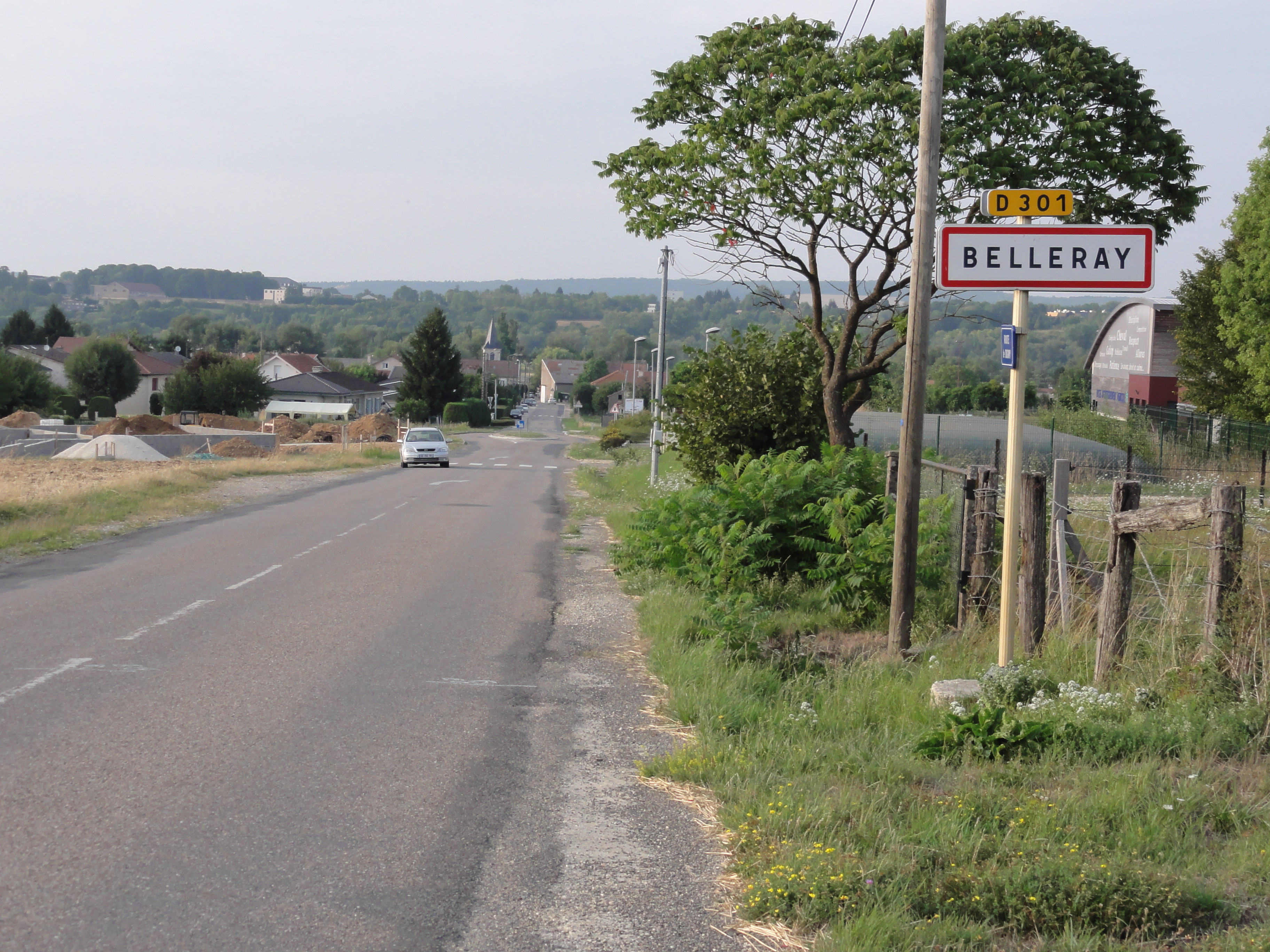
Entrée de Belleray.
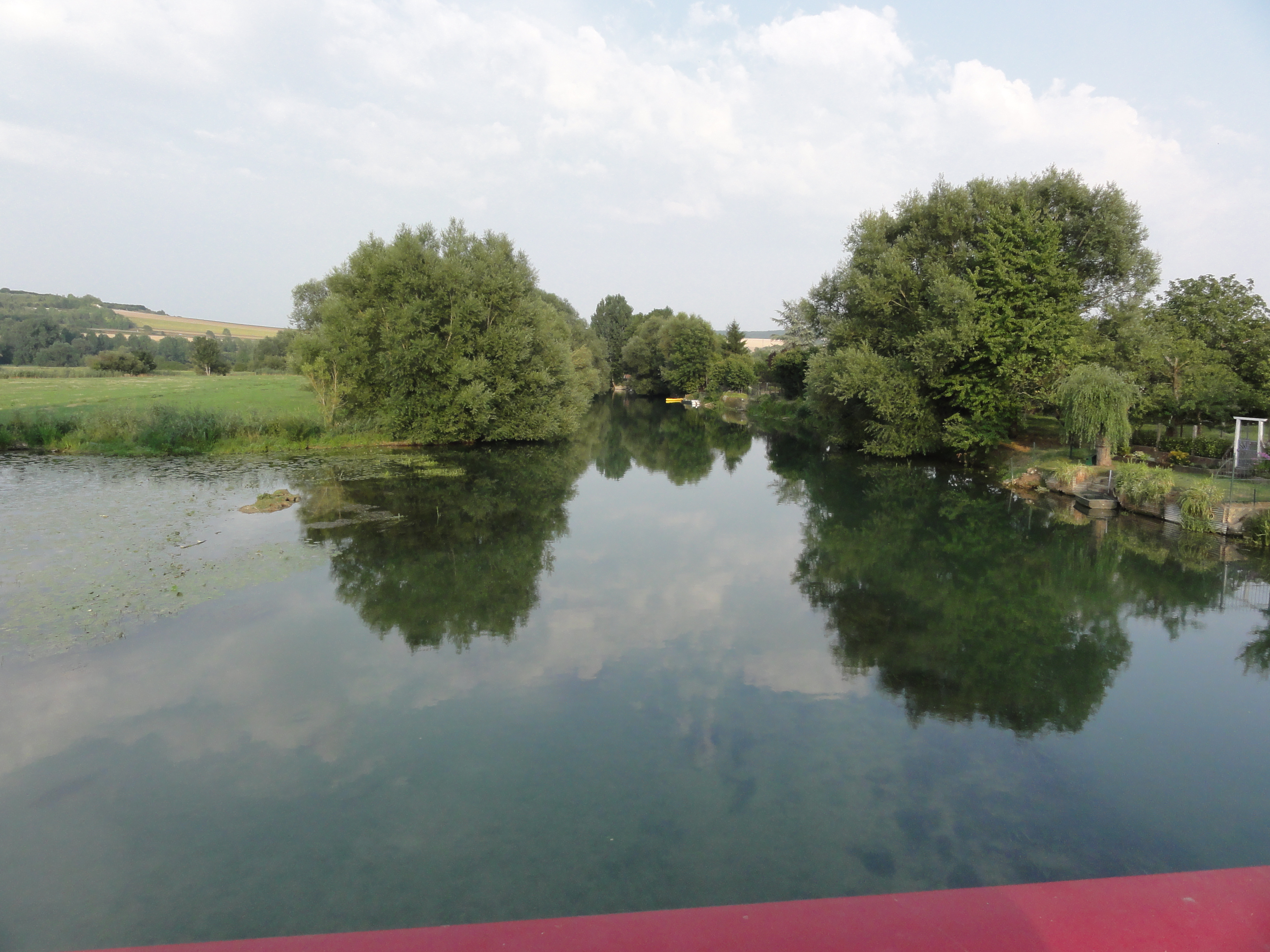
La Meuse à Belleray.

### Hydrographie
La commune est dans le bassin versant de la Meuse au sein du bassin Rhin-Meuse. Elle est drainée par la Meuse, le canal de l'Est Branche-Nord, le ruisseau la Noue, le ruisseau St-Vanne et le ruisseau de Belrupt,.
La Meuse, d'une longueur de 486 km dans sa partie française, est un fleuve européen qui prend sa source en France, dans la commune du Châtelet-sur-Meuse, à 409 mètres d'altitude, et se jette dans la mer du Nord après un cours long d'approximativement 950 kilomètres traversant la France, la Belgique et les Pays-Bas. Les caractéristiques hydrologiques de la Meuse sont données par la station hydrologique située sur la commune de Verdun. Le débit moyen mensuel est de 39,3 m3/s. Le débit moyen journalier maximum est de 422 m3/s, atteint lors de la crue du 29 janvier 1995. Le débit instantané maximal est quant à lui de 643 m3/s, atteint le 1er janvier 2002.
Le canal de l'Est Branche-Nord, d'une longueur de 141 km, est un chenal et un cours d'eau naturel navigable qui relie Givet à Troussey, où il rejoint le canal de la Marne au Rhin. 

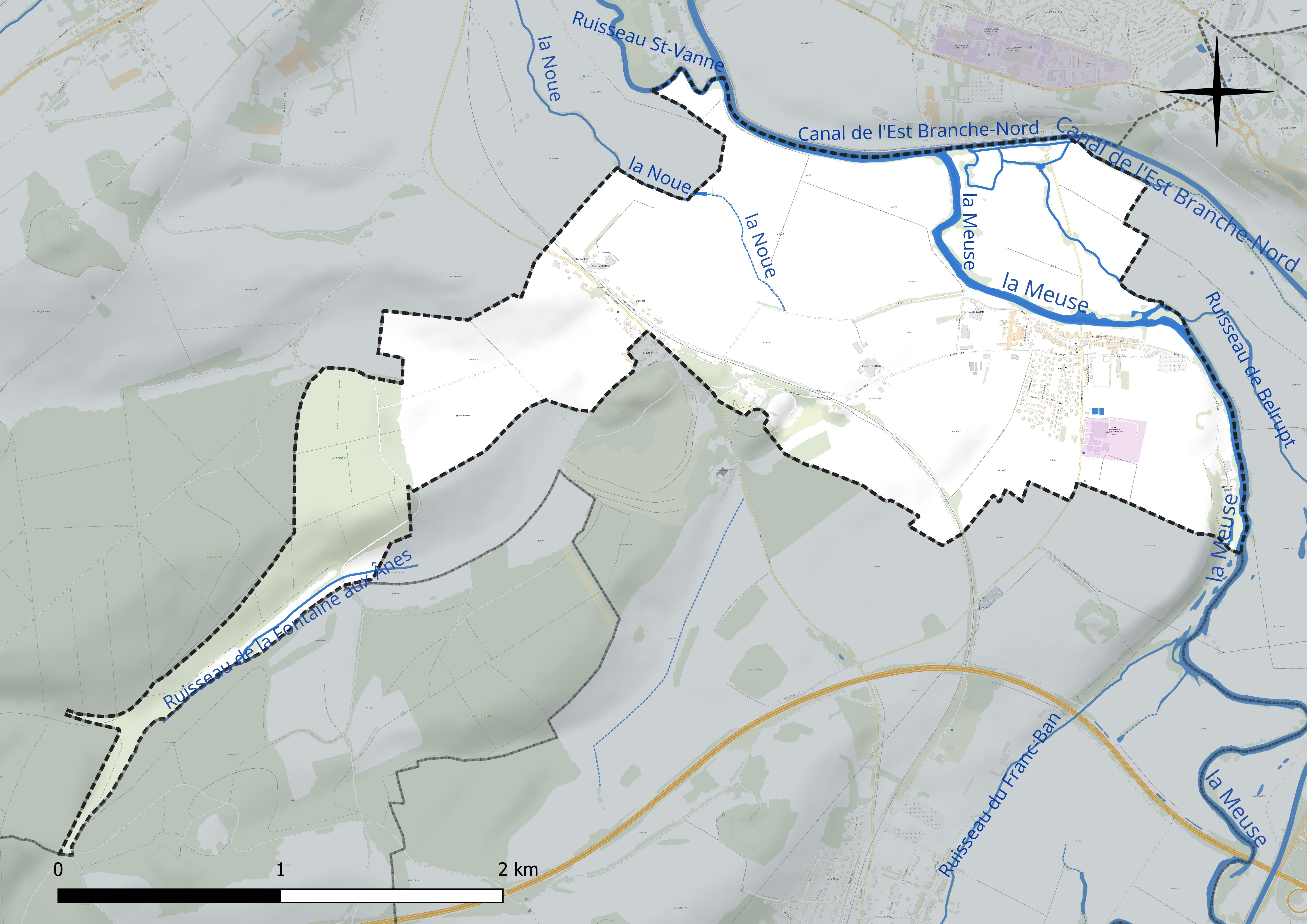
Réseau hydrographique de Belleray.

### Climat
Pour des articles plus généraux, voir Climat du Grand Est et Climat de la Meuse.
En 2010, le climat de la commune est de type climat de montagne, selon une étude du Centre national de la recherche scientifique s'appuyant sur une série de données couvrant la période 1971-2000. En 2020, Météo-France publie une typologie des climats de la France métropolitaine dans laquelle la commune est exposée à un climat océanique altéré et est dans la région climatique  Lorraine, plateau de Langres, Morvan, caractérisée par un hiver rude (1,5 °C), des vents modérés et des brouillards fréquents en automne et hiver. 
Pour la période 1971-2000, la température annuelle moyenne est de 9,8 °C, avec une amplitude thermique annuelle de 16 °C. Le cumul annuel moyen de précipitations est de 912 mm, avec 13,6 jours de précipitations en janvier et 9,4 jours en juillet. Pour la période 1991-2020, la température moyenne annuelle observée sur la station météorologique de Météo-France la plus proche, « Bonzée_sapc », sur la commune de Bonzée à 15 km à vol d'oiseau, est de 10,6 °C et le cumul annuel moyen de précipitations est de 783,7 mm. 
La température maximale relevée sur cette station est de 40,6 °C, atteinte le 24 juillet 2019 ; la température minimale est de −17,3 °C, atteinte le 7 février 2012,,. 
Les paramètres climatiques de la commune ont été estimés pour le milieu du siècle (2041-2070) selon différents scénarios d'émission de gaz à effet de serre à partir des nouvelles projections climatiques de référence DRIAS-2020. Ils sont consultables sur un site dédié publié par Météo-France en novembre 2022.

## Urbanisme

### Typologie
Au 1er janvier 2024, Belleray est catégorisée commune rurale à habitat dispersé, selon la nouvelle grille communale de densité à sept niveaux définie par l'Insee en 2022.
Elle est située hors unité urbaine. Par ailleurs la commune fait partie de l'aire d'attraction de Verdun, dont elle est une commune de la couronne,. Cette aire, qui regroupe 103 communes, est catégorisée dans les aires de moins de 50 000 habitants,.

### Occupation des sols
L'occupation des sols de la commune, telle qu'elle ressort de la base de données européenne d’occupation biophysique des sols Corine Land Cover (CLC), est marquée par l'importance des territoires agricoles (78,1 % en 2018), en augmentation par rapport à 1990 (75,7 %). La répartition détaillée en 2018 est la suivante : 
terres arables (39,3 %), prairies (32,8 %), forêts (14,3 %), zones urbanisées (7,4 %), zones agricoles hétérogènes (6 %), zones industrielles ou commerciales et réseaux de communication (0,1 %), milieux à végétation arbustive et/ou herbacée (0,1 %). L'évolution de l’occupation des sols de la commune et de ses infrastructures peut être observée sur les différentes représentations cartographiques du territoire : la carte de Cassini (XVIIIe siècle), la carte d'état-major (1820-1866) et les cartes ou photos aériennes de l'IGN pour la période actuelle (1950 à aujourd'hui).

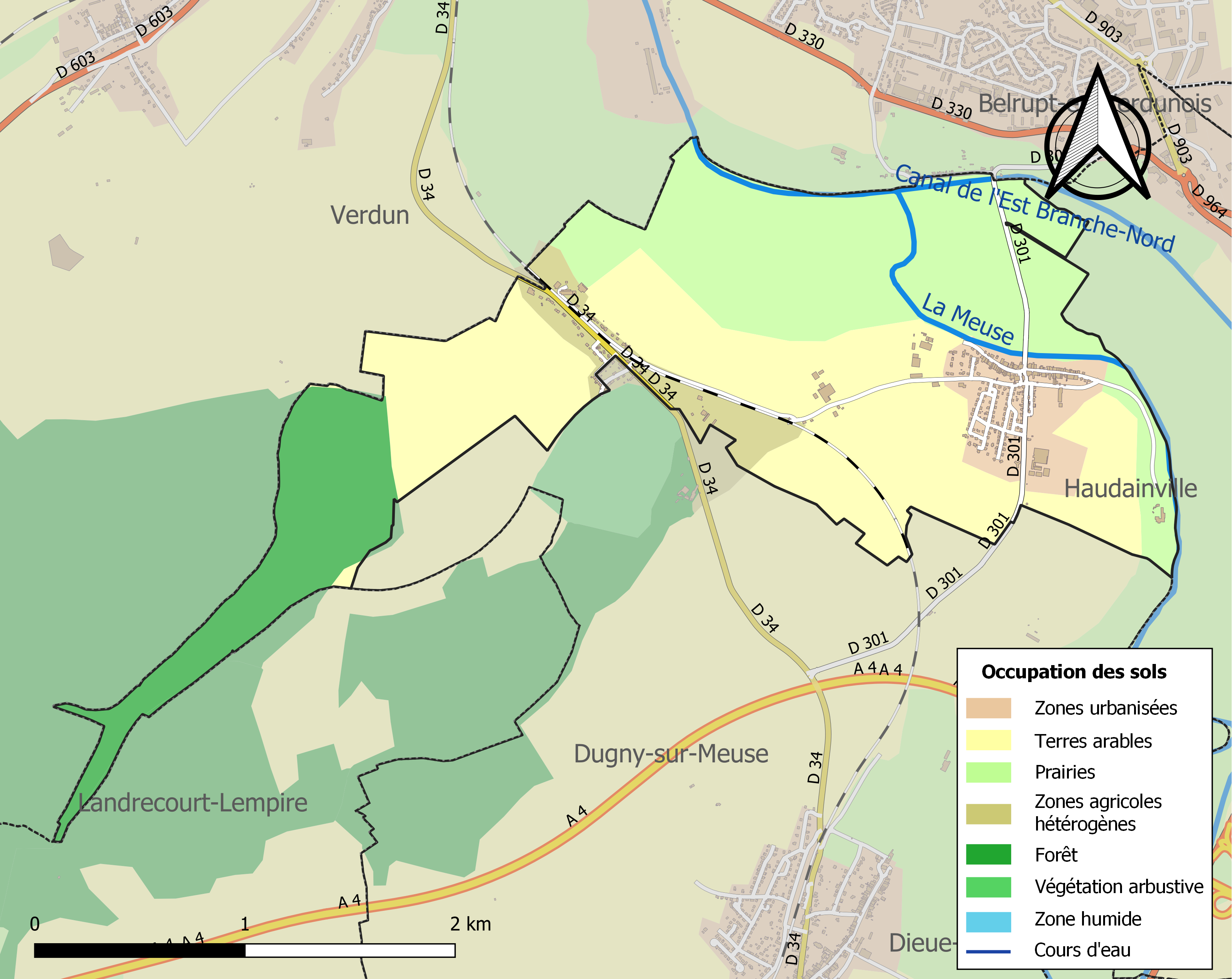
Carte des infrastructures et de l'occupation des sols de la commune en 2018 (CLC).

## Transports
Belleray est reliée à la commune de Verdun avec la ligne 5 du réseau TIV (Transport Intercommunal Verdunois), à raison de 5 trajets quotidiens.

## Toponymie
Le nom de la localité est attesté sous les formes Ballereys (1041) ; Balareias (1049) ; Bailreum (1061) ; Balereis, Ballereis super ripam Mosæ (1082) ; Ballereies (1286) ; Ballereis (1401) ; Bellerey (1564) ; Belrey (1640) ; Belleay (1700) ; Bellei, Billata (1707) ; Belrée, Belreacum (1738).

## Politique et administration
| Période                                  | Période   | Identité            | Étiquette | Qualité            |
| ---------------------------------------- | --------- | ------------------- | --------- | ------------------ |
| Les données manquantes sont à compléter. |           |                     |           |                    |
|                                          |           | Marcel Ladigue      |           |                    |
|                                          |           | Jean Lequy          |           |                    |
| mars 2001                                | mars 2008 | Marie-Claude Renaud |           |                    |
| mars 2008                                | mai 2020  | Alain Andrien       | LaREM     |                    |
| mai 2020                                 | En cours  | Régis Brocard       |           | Ancien agriculteur |

## Population et société

### Démographie
L'évolution du nombre d'habitants est connue à travers les recensements de la population effectués dans la commune depuis 1793. Pour les communes de moins de 10 000 habitants, une enquête de recensement portant sur toute la population est réalisée tous les cinq ans, les populations de référence des années intermédiaires étant quant à elles estimées par interpolation ou extrapolation. Pour la commune, le premier recensement exhaustif entrant dans le cadre du nouveau dispositif a été réalisé en 2007.

En 2022, la commune comptait 486 habitants, en évolution de −2,02 % par rapport à 2016 (Meuse : −4,4 %, France hors Mayotte : +2,11 %).
| 1793 | 1800 | 1806 | 1821 | 1831 | 1836 | 1841 | 1846 | 1851 |
| ---- | ---- | ---- | ---- | ---- | ---- | ---- | ---- | ---- |
| 164  | 193  | 212  | 237  | 262  | 262  | 245  | 266  | 269  |

| 1856 | 1861 | 1866 | 1872 | 1876 | 1881 | 1886 | 1891 | 1896 |
| ---- | ---- | ---- | ---- | ---- | ---- | ---- | ---- | ---- |
| 247  | 231  | 230  | 219  | 223  | 283  | 252  | 251  | 221  |

| 1901 | 1906 | 1911 | 1921 | 1926 | 1931 | 1936 | 1946 | 1954 |
| ---- | ---- | ---- | ---- | ---- | ---- | ---- | ---- | ---- |
| 217  | 203  | 195  | 224  | 251  | 257  | 229  | 231  | 263  |

| 1962 | 1968 | 1975 | 1982 | 1990 | 1999 | 2006 | 2007 | 2012 |
| ---- | ---- | ---- | ---- | ---- | ---- | ---- | ---- | ---- |
| 281  | 280  | 379  | 510  | 513  | 439  | 423  | 421  | 459  |

| 2017 | 2022 | - | - | - | - | - | - | - |
| ---- | ---- | - | - | - | - | - | - | - |
| 508  | 486  | - | - | - | - | - | - | - |

## Culture locale et patrimoine

### héraldique, logotype et devise
- La nécropole nationale.
- L'église Saint-Paul XVIIIe siècle, clocher reconstruit en 1871.
- Le site des Grottes de la Falouse s'étend sur un parcours de 6 km reliant Belleray à Dugny-sur-Meuse. Outre les fameuses grottes, qui sont en fait d'anciennes carrières souterraines abandonnées[23], le site est agrémenté d'un parcours santé, qui longe le chemin.
- L'Ouvrage de la Falouse, bastion en béton armé datant du début du  XXe siècle comprenant une caserne, une tourelle de canons et une tourelle de mitrailleuses.

Belleray - Lieux et monuments
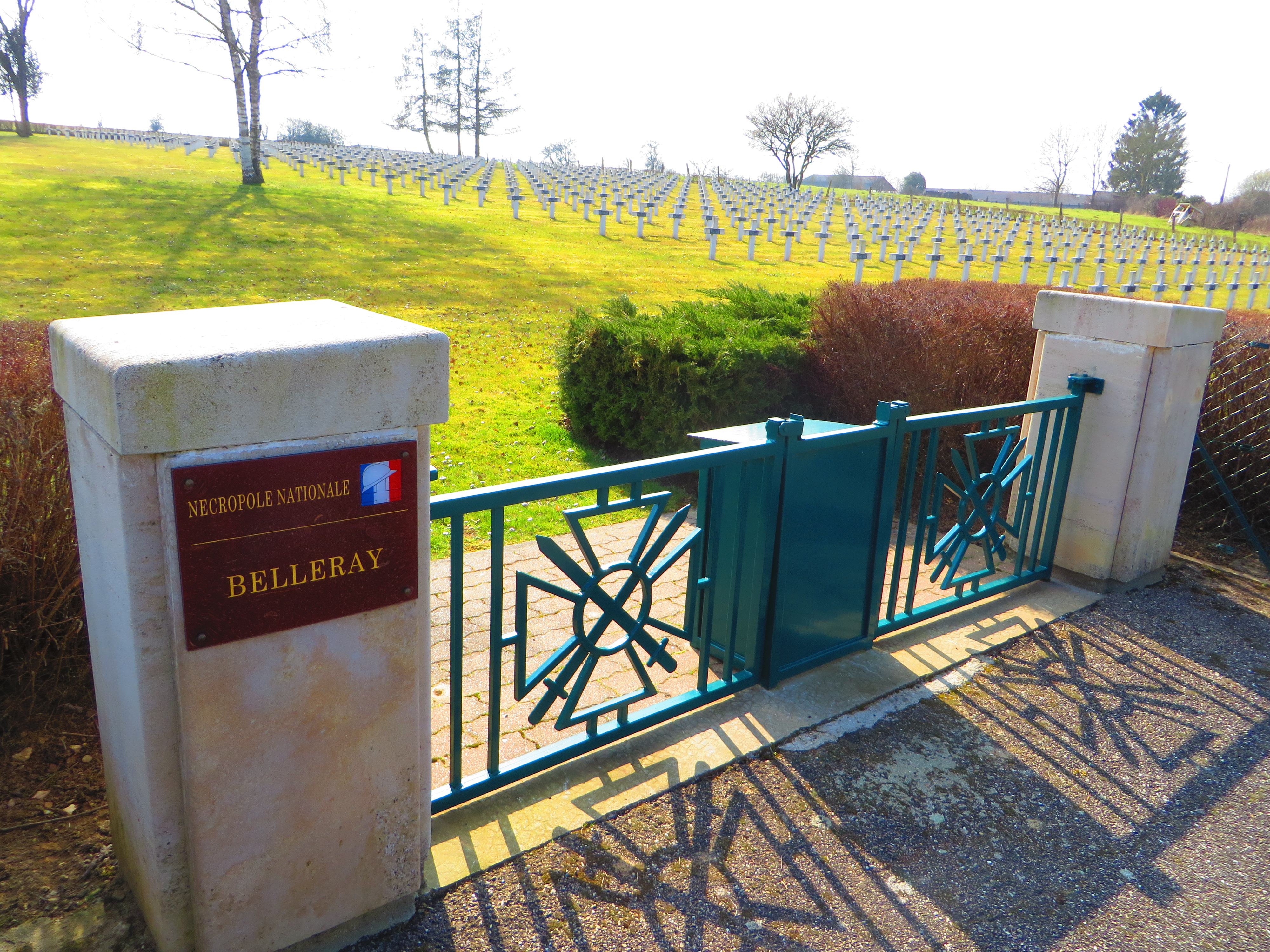
Nécropole nationale de Belleray.
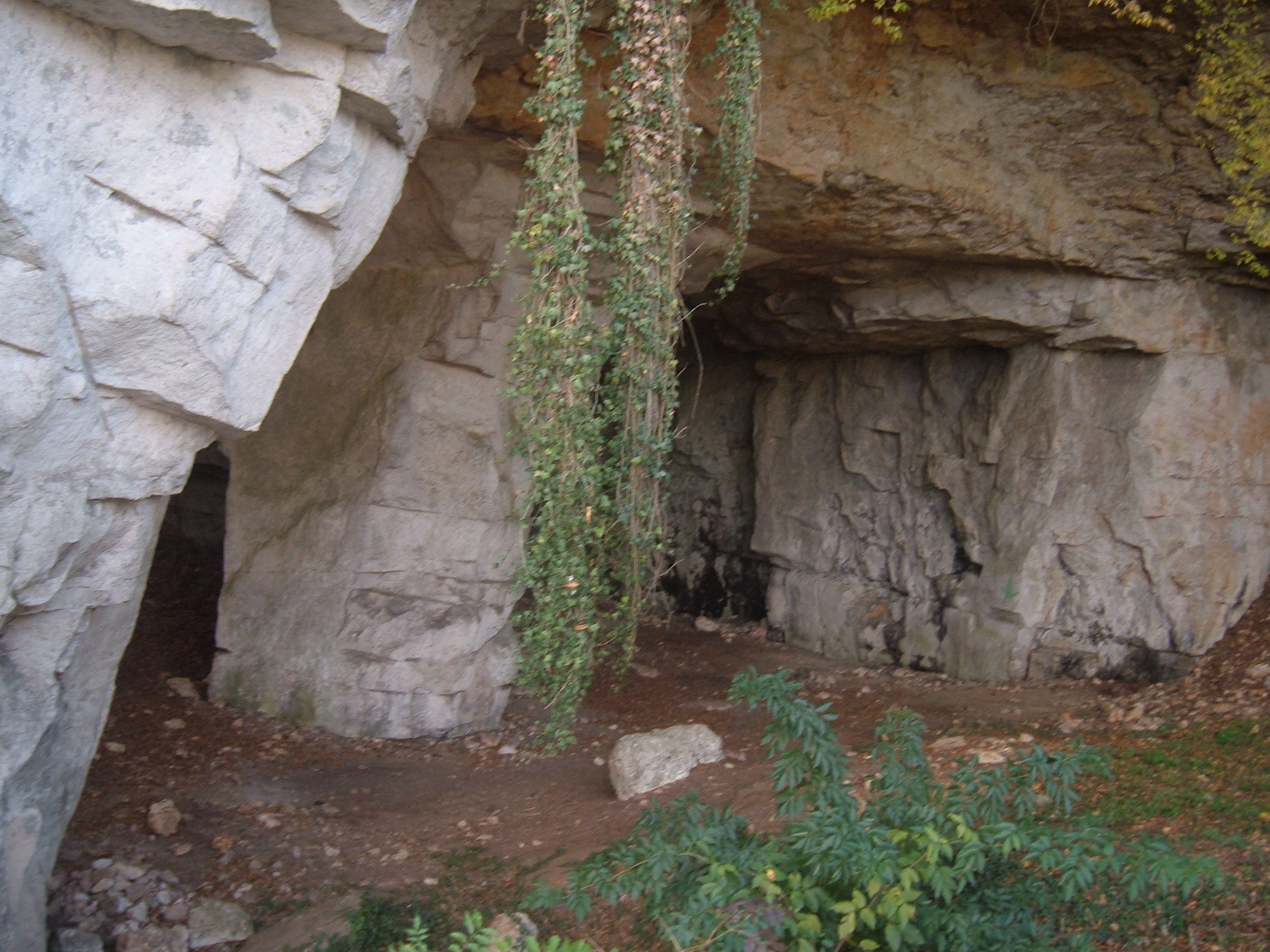
Grottes de la Falouse.